# Jacint Béjar i Salvadó
Jacint Béjar i Salvadó, també conegut pel seu nom de ploma J. B. Salvadó, (Alp, 27 d'agost de 1935) és un escriptor català que ha conreat la narrativa. També ha publicat algunes obres sobre la sardana.

## Obra publicada
La totalitat de l'obra de Jacint Béjar és la següent:

### Narrativa
- Contes de la baralla roja (2002)
- Metapsi... què? (2003)
- Quatre paràboles heterodoxes (2004)
- La cua de l'esquirol (2007)
- Una vida empaperada (2007)
- Les mans de santa Clovídia (2007)
- Voliaines i galindaines (2007)
- Contes de la Residència (2010)

### Novel·la
- L'infant i la mort (2003)
- Retorn a tramunt: apunts per a una novel·la (2004)
- El desertor (2006)
- Cel brut (2007)
- Berengarius, El Fratricida (2014)

### Descripció i viatges
- Divagacions sobre la sardana (2005)
- Simbologia sardanística (2008)